# Campeonato Paraguaio de Futebol de 1929
O Campeonato Paraguaio de Futebol de 1929 foi o vigésimo segundo torneio desta competição.  Participaram dez equipes. O clube Presidente Hayes foi rebaixado na edição anterior.
| Equipe                | Cidade   | Departamento     | No ano anterior                                                      | Estádio | Capacidade | Títulos                                      | Participações |
| --------------------- | -------- | ---------------- | -------------------------------------------------------------------- | ------- | ---------- | -------------------------------------------- | ------------- |
| Club River Plate      | Assunção | Distrito Capital | Quinto Lugar                                                         | --      | --         | 0 (não possui)                               | 15            |
| Club Cerro Porteño    | Assunção | Distrito Capital | Oitavo Lugar                                                         | --      | --         | 4 (1913, 1915, 1918, 1919)                   | 16            |
| Club Guaraní          | Assunção | Distrito Capital | Quarto Lugar                                                         | --      | --         | 4 (1906,1907, 1921, 1923 )                   | 21            |
| Club Nacional         | Assunção | Distrito Capital | Terceiro Lugar                                                       | --      | --         | 4 (1909, 1911, 1924, 1926)                   | 22            |
| Club Olimpia          | Assunção | Distrito Capital | Campeão                                                              | --      | --         | 7 (1912, 1914, 1916, 1917,1925, 1927, 1928 ) | 22            |
| Sol de América        | Assunção | Distrito Capital | Nono Lugar                                                           | --      | --         | 0 (não possui)                               | 16            |
| Club Libertad         | Assunção | Distrito Capital | Vice Campeão                                                         | --      | --         | 2 (1910, 1920)                               | 17            |
| General Caballero     | Assunção | Distrito Capital | Campeão do Campeonato Paraguaio de Futebol de 1928 - Segunda Divisão | --      | --         | 0 (não possui)                               | 2             |
| Club Sportivo Luqueño | Luque    | Central          | Sexto Lugar                                                          | --      | --         | 0 (não possui)                               | 5             |
| Atlántida Sport Club  | Assunção | Distrito Capital | Sétimo Lugar                                                         | --      | --         | 0 (não possui)                               | 13            |

## Premiação
| Campeonato Paraguaio 1929 Primeira Divisão |
| Assunção                                   |
| ------------------------------------------ |
| Club Olímpia Campeão (8º título)           |